# 음력 9월 12일
음력 9월 12일은 음력 9월의 12번째 날이다.

## 문화
- 2009년 - 수도권제2순환고속도로 봉담 나들목 ~ 동탄 분기점 구간 개통.

## 탄생
- 1901년 - 일제강점기의 독립운동가, 소설가, 시인, 언론인, 영화 배우, 영화 감독, 각본가 심훈.
- 1938년 - 대한민국의 배우 겸 성우 전운.
- 1954년 - 대한민국의 배우 김성찬.
- 1959년 - 대한민국의 작곡가 이호섭.
- 1970년 -
  - 대한민국의 배우 임원희.
  - 대한민국의 야구 선수 한혁수.
- 1971년 -
  - 대한민국의 전 야구 선수, 현 야구 코치 전형도.
  - 대한민국의 전 야구 선수, 현 야구 코치 김한수.

## 같이 보기
- 음력 360일
- 9월 12일
- 음력
- 윤달